# Fouling (Schiffbau)

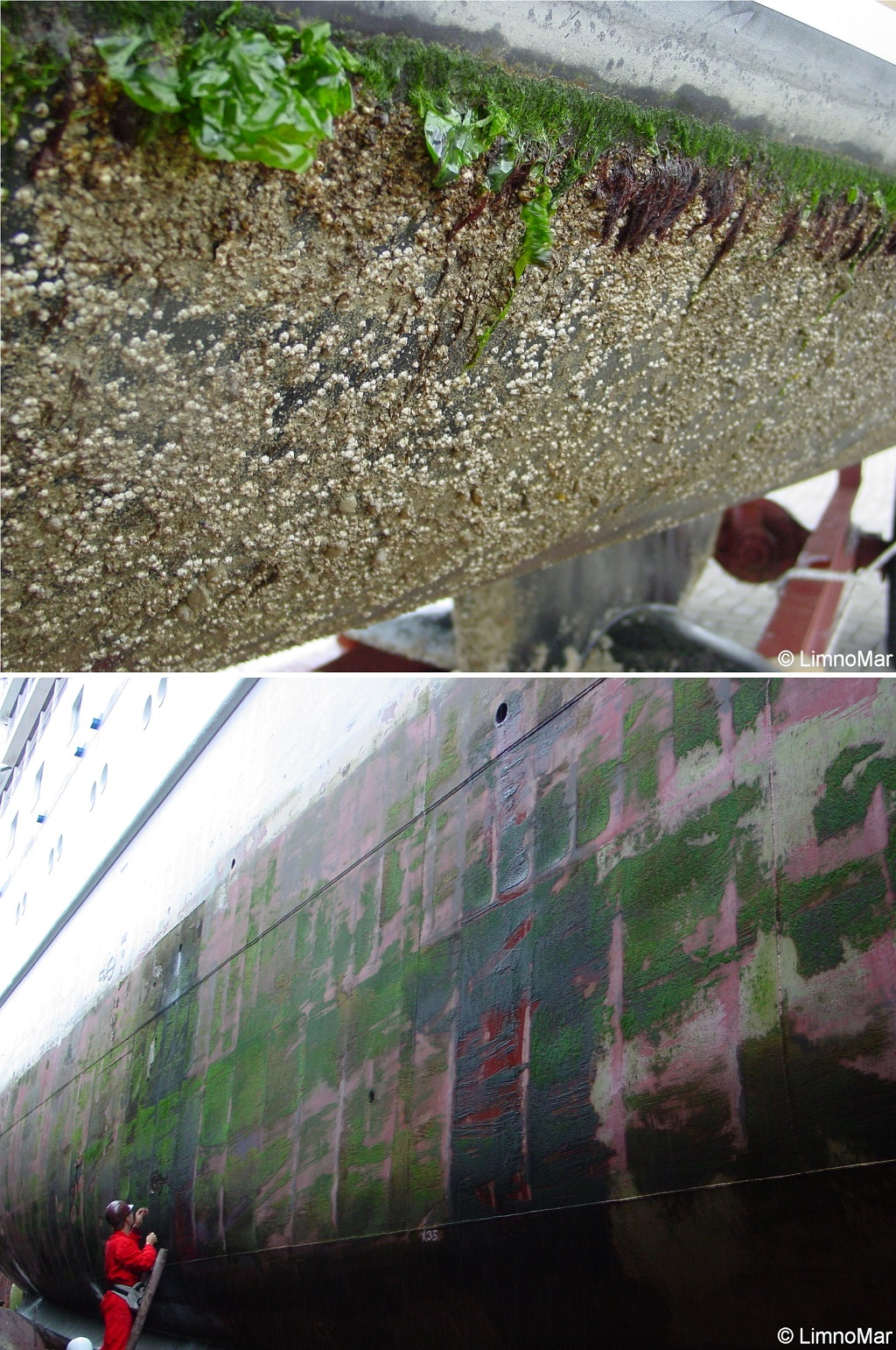
Flächendeckender Bewuchs auf Schiffsrümpfen mit Seepocken und Algen auf einem Sportboot (oben) und dichtem Biofilm auf einem Kreuzfahrtschiff (unten).

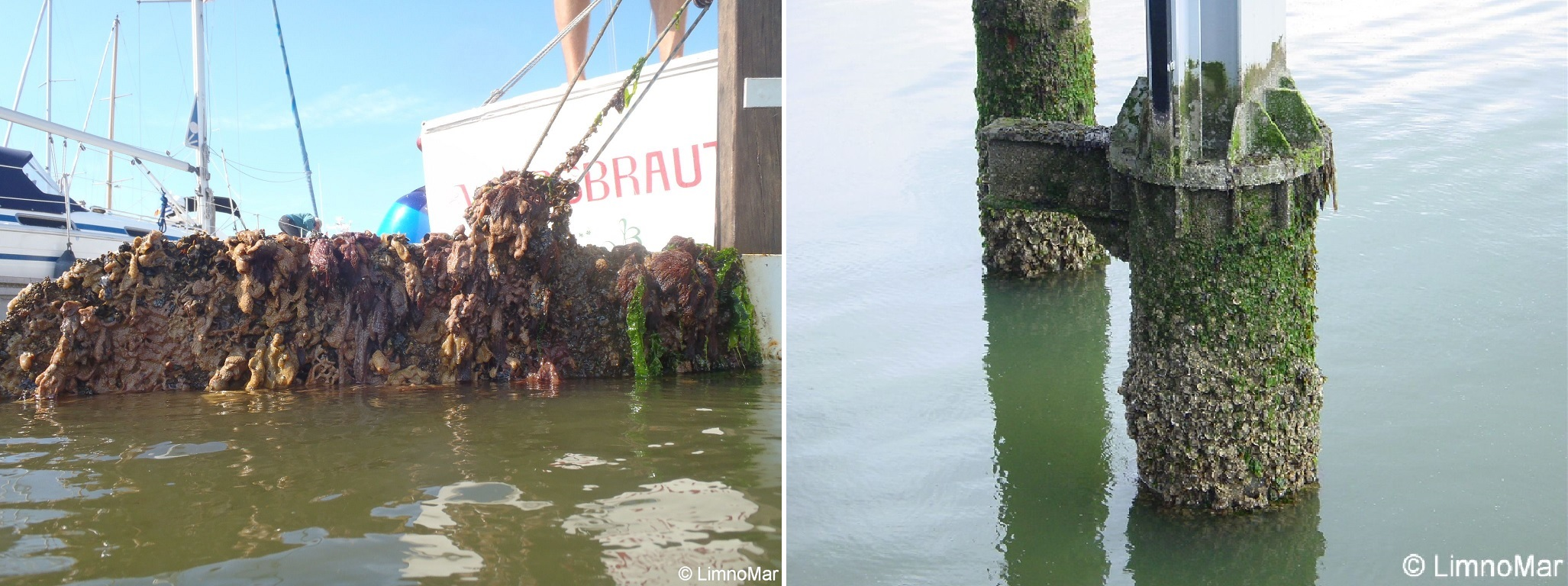
Fouling auf einem Ruderblatt (links) und Stützpfeiler (rechts).

Unter Fouling (von engl. fouling ‚Verschmutzung‘, ‚Verunreinigung‘) wird die unerwünschte Ansiedlung von Organismen an technischen Oberflächen verstanden. Dies betrifft z. B. Schiffsrümpfe, wasserbauliche Anlagen aus Holz, Metall und Kunststoff.
Organismengemeinschaften auf lebenden Substraten (z. B. Schneckenhäusern, Krebspanzern) bezeichnet man als Aufwuchs (Epibiose), auf nicht lebenden, natürlichen sowie anthropogenen Substraten (Felsen, Treibholz, Müll) werden sie Bewuchs genannt. Die Begriffe Fouling und Bewuchs sind daher synonym. Komplexe, am Meeresboden festsitzende Lebensgemeinschaften können sich zu Korallenriffen ausbilden, die große ökologische Bedeutung besitzen und von Tauchern und Schnorchlern ästhetisch sehr geschätzt, aber auf Schiffsrümpfen bekämpft werden. Dabei handelt es sich bei jeder Bewuchsentwicklung auf technischen Oberflächen um einen immer wiederkehrenden fundamentalen biologischen Prozess, der ein intaktes, lebendiges Meer anzeigt.
Im Schiffbau tritt Fouling an allen in Wasser getauchten Oberflächen auf, sowohl am Rumpf selbst als auch an Propellern, Seekästen und innen gelegenen Strukturen, die mit Seewasser in Kontakt kommen (z. B. Ballastwassertanks, Kühlwassereinläufe).

## Biologie

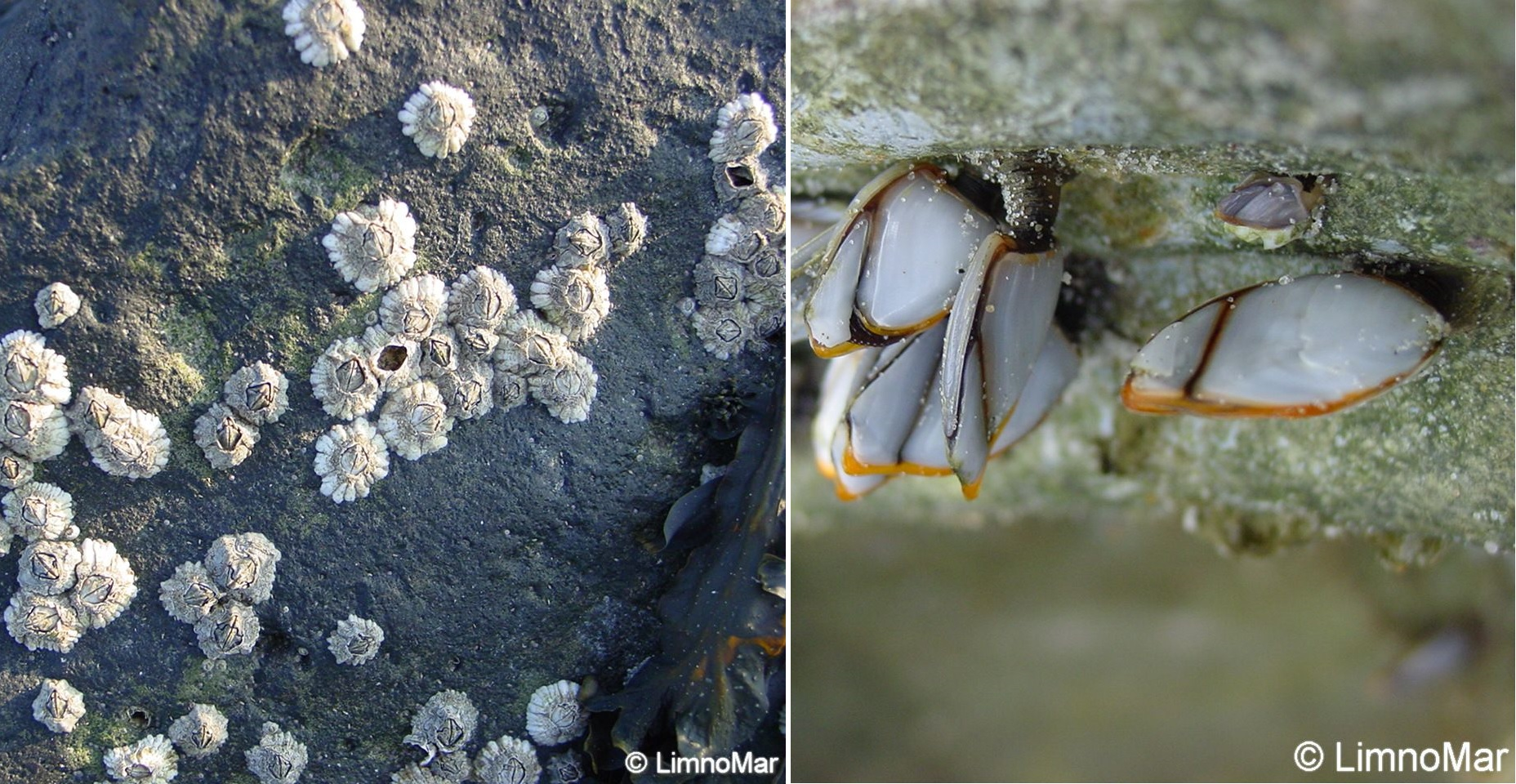
Von Semibalanus balanoides (links) und Lepas anatifera (rechts) besiedelte Unterwasserstrukturen.

Die Bewuchsbildung beginnt mit der Bildung eines makromolekularen Films aus Zucker und Eiweiß, sobald ein Körper dem Wasser ausgesetzt wird. Darauf folgt eine Ansiedlung von Bakterien, denen dieser Film als Nahrung dient und ihre Anheftung begünstigt. Der Besiedlung durch Bakterien folgen Mikroorganismen (einzellige Algen, Tiere und Pilze). Durch die von diesem Mikrofouling ausgeschiedenen Stoffe entsteht ein schleimartiger Film, ein sogenannter Biofilm, der schnell zu einer dicken Schicht anwachsen kann und auf die pelagischen Larven und Sporen von Makroorganismen eine überwiegend anziehende Wirkung ausübt.
Aus diesen Larven entwickeln sich größere Organismen, die das Makrofouling bilden. Dabei wird unterschieden zwischen hartem Bewuchs (engl. „hard fouling“), zu dem Arten der Krebstiere, krustenbildenden Moostierchen, Mollusken und röhrenbildenden Würmer gehören, sowie dem Weichbewuchs (engl. „soft fouling“), zu dem Algen und Weichkorallen wie Seeanemonen zählen. 

### Mechanismen

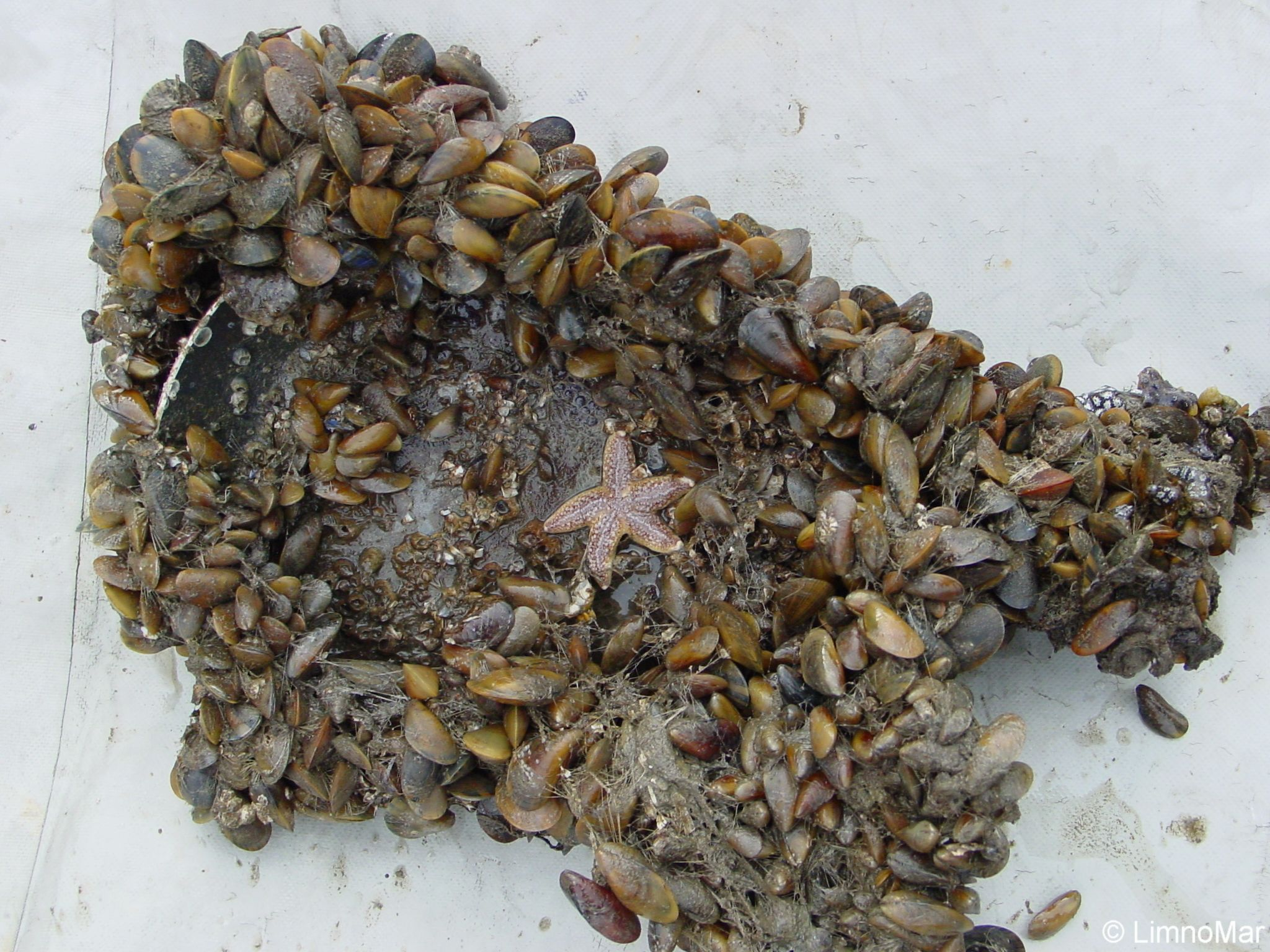
Bratpfanne mit Teflon-Beschichtung mit starker Bewuchsentwicklung nach einer Saison im Meerwasser.

Sessile Bewuchs-Organismen sind in der Lage, sich selbst an sehr glatten oder auch fettigen Oberflächen fest anzuheften. Sie können auch durch massive mechanische Belastung nicht gelöst werden. Im Fall der erwähnten Krebstiere (Entenmuscheln und Seepocken) sorgt dafür eine Zementdrüse der Cyprislarve, dem letzten pelagischen Larvenstadium dieser Rankenfüßer. Mittels der Ausscheidung einer sehr effektiven Klebersubstanz bildet sich nach dem ersten Anheften eine stabile Kalkplatte aus, die den Organismus für den Rest seines Lebens an diesen Standort bindet.
Miesmuscheln halten sich durch ein Netz von Byssus-Fäden fest, die von einer speziellen Drüse am Fuß gebildet und abgeschieden werden.
An jedem Ende eines Byssus-Fadens befindet sich ein starker Klebstoff, der selbst an Teflon klebt und so einen extrem guten Halt gewährleistet. Die chemische Struktur dieses Stoffes wurde 2004 aufgeklärt. Es ist die in der Therapie der Parkinson-Krankheit eingesetzte Aminosäure L-3,4-Dihydroxyphenylalanin (Levodopa), die im Klebstoff durch ein Fe3+-Ion in einem oktaedrischen Komplex gebunden ist.

## Schaden
Im Falle des Foulings an Schiffsrümpfen entsteht ein wirtschaftlicher Schaden für den Besitzer und Nutzer des Schiffes. Durch den Bewuchs nimmt das Schiff an Gewicht zu, und er erhöht zugleich den Strömungswiderstand, was zu langsamerer Fahrt und bis zu 30 % höheren Treibstoffkosten führen kann. Zudem sind Dockungen in kürzeren Intervallen notwendig, und der Schiffsrumpf kann beschädigt werden. Der jährliche von Fouling verursachte Schaden wird auf mindestens 200 Milliarden $ geschätzt.

## Antifouling
Um dem Fouling entgegenzuwirken, werden vor allem sogenannte Antifouling-Beschichtungen verwendet, die permanent toxische Stoffe (Biozide) in das Wasser abgeben. Diese sollen das Anheften von Organismen unter Wasser verhindern oder bei Berührung der Larven mit dem Schiffsrumpf zu deren Absterben führen. Welche Antifouling-Stoffe für welche Gebiete geeignet ist, hängt vor allem von der Bewuchsintensität des jeweiligen Gewässers ab: Limnische Gewässer weisen dabei tendenziell einen geringeren Bewuchsdruck auf als marine.

### Biozide

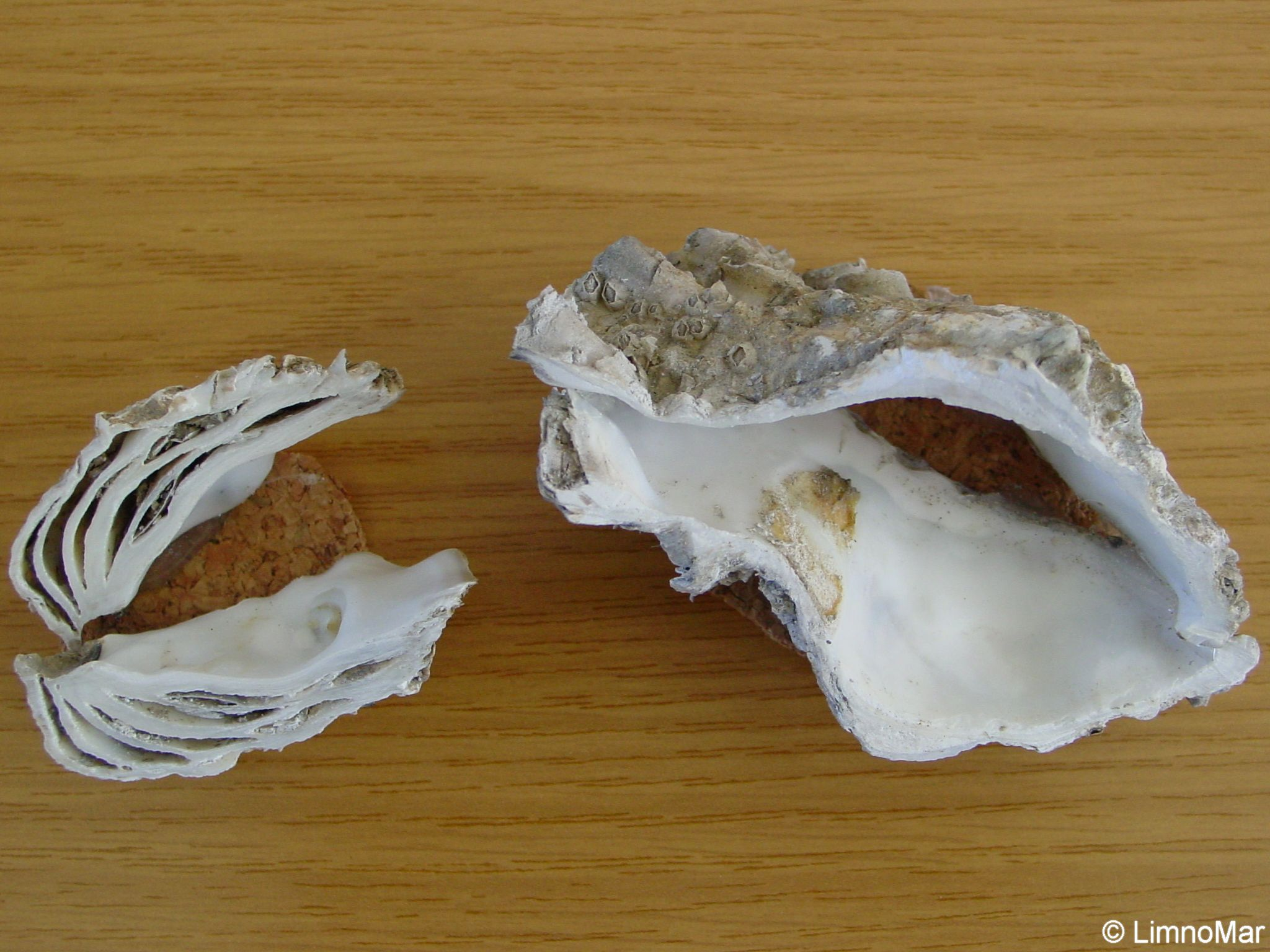
Ballonwachstum einer Auster, ausgelöst durch TBT.

Biozide sind chemische oder biologische Substanzen, die Wasserorganismen schädigen oder abtöten. Sie sollen so die Bewuchsentwicklung verhindern bzw. verzögern. Seit den 70er Jahren wurden vor allem hochgiftige Tributylzinn-Verbindungen (TBT) eingesetzt. Nachdem ein Massensterben von Austernlarven und Fehlbildungen von Austern in französischen Zuchtfarmen entlang der Atlantikküste ebenso wie hormonelle Störungen in anderen Organismen auf dieses Gift zurückgeführt wurden, wurden ab 1989 nationale Verbote ausgesprochen und ab 2003 ein internationales Verbot von TBT (s. gesetzliche Regelungen). Stattdessen werden seitdem weiterhin andere Biozide eingesetzt, die zwar ebenfalls effektiv Fouling verhindern, jedoch auch andere Organismen des aquatischen Lebensraums schädigen. Derzeit stellen Kupfer und Kupferverbindungen (z. B. Dikupferoxid, Kupferpyrithion, Kupferthiocyanat) die wichtigsten Hauptbiozide dar. Einige Produkte enthalten zusätzlich Zinkoxid, das jedoch nicht offiziell als Biozid definiert ist. Weitere gängige Biozide sind Zinkpyrithion, Zineb, Isothiazolinone, Dichlofluanid und Tolylfluanid sowie Tralopyril und Medetomidin. Diese Biozide sind zwar weniger schädlich als TBT, trotzdem handelt es sich auch bei diesen hochwirksamen Verbindungen um Substanzen, die unerwünschte Nebenwirkungen auf Wasserorganismen haben können und schwer abbaubar sind.
Einige Forschungen zielen darauf, diese und weitere, noch nicht zugelassene Biozide in Nanogröße oder nanoverkapselt einzusetzen. Als Beispiel seien hier winzige Nanopartikel aus Vanadium(V)-oxid genannt, die den Bewuchs an Grenzflächen unterbinden. Vanadiumpentoxid wirkt hierbei als Katalysator, der für Mikroorganismen hoch toxische Verbindungen bildet.

### Biozidfreie Beschichtungen

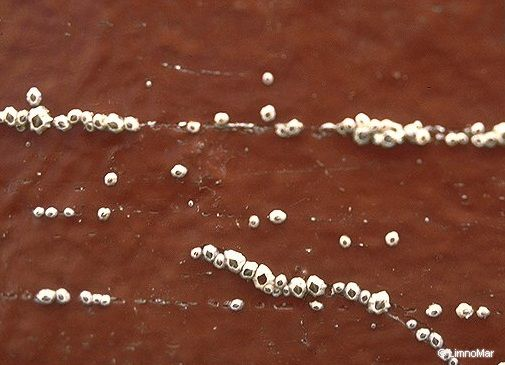
Seepocken auf silikonhaltiger Beschichtung, die sich in Kratzern ansiedeln konnten.

Neue Entwicklungen im Bereich biozidfreier Antifouling-Systeme existieren in vielfältiger Ausführung.
Einige basieren auf Silikonen, den sogenannten Silikon-FRCs (Silicone Fouling Release Coatings). Diese Systeme zeichnen sich durch eine extrem glatte Oberfläche sowie in einem hohen Maße flexible, kälteunempfindliche, nichterodierende und seewasserbeständige Eigenschaften aus. Theoretisch können diese rein auf physikalischen Oberflächeneigenschaften beruhenden Systeme eine deutlich längere Standzeit erreichen als biozidhaltige Antifoulingbeschichtungen, bei denen der Wirkstoff durch Hydrolyse oder Abtragung des Bindemittels freigesetzt und somit verbraucht wird. Problematisch ist bei Silikonen allerdings deren Anfälligkeit gegenüber mechanischen Belastungen, wie sie in der Schifffahrt z. B. durch Eisgang, Grundberührungen, Schlepperkontakt oder bei Anlegemanövern vorkommen können.
Neuerdings verfügen einige dieser hydrophoben Silikon-Beschichtungen über eine hydrophile Hydrogel-Schicht, die bei Wasserkontakt aus in der Beschichtung verteilten Polymeren gebildet wird. Diese Schicht wirkt wasseranziehend. Das erschwert den Organismen die Ansiedlung, da die Grenzschicht vom flüssigen Medium Wasser zum festen Schiffsrumpf nicht klar ausgeprägt ist.

### Reinigungsfähige Beschichtungen
Für den Sportbootbereich werden zunehmend auch Verfahren entwickelt, die mit Hilfe mechanischer Unterstützung den Bootsrumpf frei von Bewuchs halten sollen. Dafür werden reinigungsfähige, nichttoxische Hartbeschichtungen verwendet, die in regelmäßigen Abständen mit handgeführten Reinigungsgeräten oder automatischen „Waschstraßen“ gereinigt werden. Diese Methode der Bewuchsverhinderung wird jedoch derzeit nur für Süßgewässer empfohlen. Im Meerwasser ist der Bewuchsdruck so stark, dass das Reinigungsintervall zu kurz wäre. Einer Erfassung der Sportboote in Deutschland aus dem Jahr 2014 zufolge liegen allerdings zwei Drittel aller Sportboote in Deutschland im Süßwasser.

## Gesetzliche Regelungen
In zahlreichen Untersuchungen wurde gezeigt, dass TBT in Antifouling-Farben lange in der Umwelt verbleibt und sich in Sedimenten ablagert und anreichert. Es schädigt durch seine hohe Toxizität Wasserorganismen und wirkt sich hormonell auf diese und letztendlich auf den Menschen am Ende der Nahrungskette aus.
Daher wurde der Einsatz von TBT in Schiffsanstrichen in der EU-Verordnung 782/2003 verboten und seit dem 1. Januar 2008 für Schiffe, die unter der Flagge der EU fahren oder Häfen der EU anfahren, umgesetzt. Die gleiche Regelung wurde 2001 von der IMO (International Maritime Organization) verabschiedet und trat am 17. September 2008 in Kraft, so dass TBT international als Wirkstoff in Schiffsanstrichen verboten ist. In den folgenden Jahren gingen die Konzentrationen von TBT in Wasser und Sedimenten zurück, trotzdem werden die zulässigen Grenzwerte teilweise immer noch überschritten.
In der Verordnung (EU) Nr. 528/2012 (Biozid-Verordnung) werden die zukünftig zugelassenen Wirkstoffe geregelt. Einige Altbiozide wie Diuron, Chlorthalonil u. a. sind dadurch bereits seit 2008 verboten, da für diese von der Industrie kein Antrag gestellt wurde. Sie dürfen in keinem Antifoulingprodukt mehr enthalten sein. Von den beantragten Altbioziden haben Zineb, Isothiazolinon, Tolylfluanid, Kupferpyrithion, Kupferflocken, Kupfer(I)-oxid, Kupferthiocyanat und Dichlofluanid und als neue Biozide Tralopyril und Medetomidin die Prüfung vollständig durchlaufen und sind inzwischen als Antifoulingbiozide zugelassen. Cybutryn, besser bekannt unter dem Namen Irgarol®, wurde hingegen abgelehnt und darf ab dem 31. Januar 2017 nicht mehr in Antifoulingprodukten verwendet werden (EU-Durchführungsbeschluss 2016/107 vom 27. Januar 2016). Ab dem 2. März 2017 dürfen keine Boote mehr verkauft werden, die mit Cybutryn beschichtet sind, und Restmengen von Antifouling-Produkten mit Cybutryn müssen vor dem Stichtag (31. Januar 2017) entsorgt werden. Auch Altbestände, die bis vor einigen Jahren Cybutryn enthielten, dürfen dann nicht mehr verwendet werden.

## Geschichte

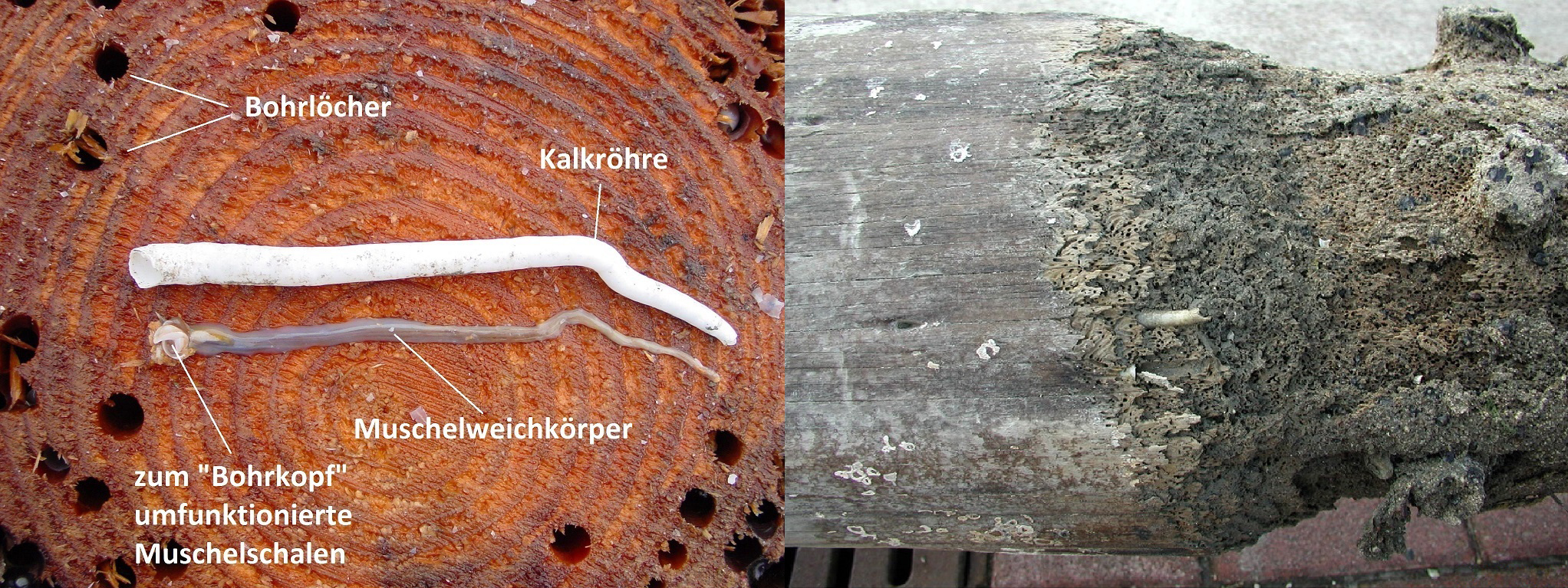
Körper eines Schiffsbohrwurms (links) und seine Lebensweise in einem Duckdalben aus Lärche nach vier Jahren Einsatz im Norderneyer Hafen (rechts).

Besonders schädlich war Fouling bei hölzernen Seeschiffen, wie sie bis ins 20. Jahrhundert benutzt wurden. Auf den Holzplanken lagerte sich besonders viel ab. Seit der Antike, so zum Beispiel im römischen Reich, bedeckte man den Unterwasserbereich der Schiffe mit Bleiplatten, um das Fouling zu behindern. Blei ist weich genug, um es auf holzigen Untergrund hämmern zu können. Diese Technik wurde bei den Nemi-Schiffen dokumentiert. Man begann im 18. Jahrhundert vermehrt, die Schiffe mit Kupferplatten zu bedecken. Dies schützte auch vor dem Schiffsbohrwurm Teredo navalis, einer holzbohrenden Muschelart.